# Верх-Шлык
Верх-Шлык — деревня в Бардымском районе Пермского края на реке Шлыки. Входит в состав Тюндюковского сельского поселения.
По результатам переписи 2010 года численность населения составила 144 человека, в том числе 65 мужчин и 79 женщин.
В 2005 году численность населения составляла 233 человека.
Находится примерно в 24 км к югу от центра села Барда.